# Candelaria, Valle del Cauca
Candelaria là một khu tự quản thuộc tỉnh Valle del Cauca, Colombia. Thủ phủ của khu tự quản Candelaria đóng tại Candelaria Khu tự quản Candelaria có diện tích 285 ki lô mét vuông. Đến thời điểm ngày 28 tháng 5 năm 2005, khu tự quản Candelaria có dân số 52783 người.